# بریستول بوفورت
بریستول بوفورت (به انگلیسی: Bristol Beaufort) یک هواگرد ساختِ کارخانهٔ بریستول ایروپلین در کشور بریتانیا است . نخستین استفاده‌کنندهٔ این هواپیما نیروی هوایی سلطنتی استرالیا بوده‌است. این هواگرد برای نخستین بار در ۱۵ اکتبر ۱۹۳۸ میلادی مورد استفاده قرار گرفت.